# Inspira
Inspira är en katalansk (spansk) musikgrupp, baserad i Barcelona. Gruppen leds av singer-songwritern Jordi Lanuza, som kompletteras av ett antal extra gruppmedlemmar på skiva och vid konserter. Sedan 2008 har man givit ut fem album, omväxlande beskrivna som folkrock och poprock.

## Historik

### Bakgrund och debut
Inspira startades 2005 i Barcelona, med Jordi Lanuza som bandledare och mest synliga medlem. Samma år var han medgrundare till Barcelonabaren El Vinilo, ett aktivititetscentrum för Manel, Mishima, Love of Lesbian och andra indiepopgrupper i staden.
2008 släpptes det första albumet, Cova placenta. Albumet släpptes i egen regi, och Lanuzas sånger arrangerades i första hand runt akustisk gitarr. Lanuzas personliga och poetiskt känsliga sångstil, ofta med tydliga glidningar på tonerna, skulle komma att prägla även senare produktioner.

### Amniòtic-produktioner ochGreta
Två år senare kom Escapistes, denna gång utgiven på producenten och singer-songwriterkollegan Pau Vallvés nystartade skivbolag Amniòtic Records.
Inspira återkom 2013 med albumet Amunt!, där titellåten "Amunt" ('Uppåt') presenterades flitigt via katalanska radio- och TV-kanaler. Ljudbildens mer framträdande slagverksarrangemang uppmärksammades också.
2015 kom gruppens fjärde studioalbum, betitlat Greta. Albumet fick namn efter Lanuzas nyfödda dotter. Produktionen var mer elektrisk denna gång, och Pau Vallvés tidigare mer singer-songwriter-präglade produktion var här ersatt av syntar i regi av Dani Ferrer från ovannämnda Love of Lesbian.

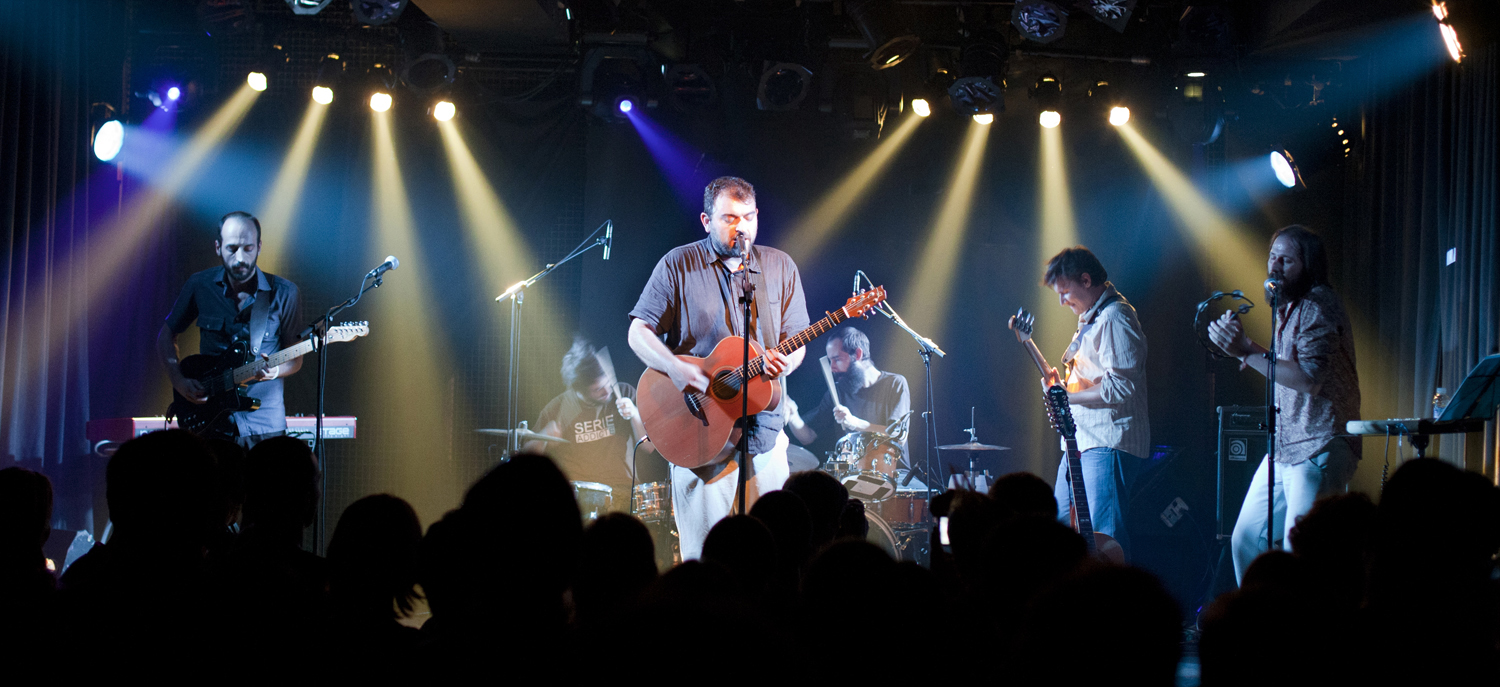
Inspira på scen 2010, här med en större sättning.

Gruppen syns på scen ofta som en duo, med Lanuza på gitarr och sång, och med Fer Acosta på omnichord (en elektronisk variant av autoharpa) och kör. På senare år har gruppen ofta kompletterats med upp till tre ytterligare medlemmar, vilket motsvarar en mer traditionell popinstrumentering med bas, trummor och elgitarr.

### Senare år, Lanuza som soloartist
2018 presenterade Lanuza sitt första soloalbum såsom singer-songwriter, Com a casa. Samtidigt lades bandet tillfälligt i malpåse. Vid sidan av Lanuzas gitarr och sång kompletterades produktionen av piano, hanterat av skivans producent Pau Vallvé.
Bandet återkom våren 2022 med albumet Acaba i comença ('Avsluta och påbörja'). Albumet skrevs under 2019 och spelades in året därpå. Utgivningen försenades därefter av två års covid-19-pandemi, som i stort sett stängde ner konsertverksamheten i Spanien.
Efter ovanstående album bestämde sig Inspira för att lägga gruppens verksamhet på is. 2025 återkom Lanuza med sitt andra soloalbum, betitlat Quan la boira no ens deixi veure-hi clar ('När dimman inte låter oss se allt klart'). Inför produktionen av albumet återknöt Lanuza kontakten med sina tidigare producent Pau Vallvé.
Jordi Lanuza har genom åren deltagit som musiker på ett antal andra katalanska albumproduktioner. Detta inkluderar flera utgivna på Amniòtic Records, bland annat med Maria Coma.

## Diskografi
Inspira
- Cova placenta (Cydonia, 2008)
- Escapistes (Amniòtic, 2010)
- Amunt! (Amniòtic, 2013)
- Greta (Bankrobber, 2015)
- Acaba i comença (Bankrobber, 2022)

Jordi Lanuza
- Com a casa (Bankrobber, 2018)
- Quan la boira no ens deixi veure-hi clar (egenutgiven, 2025)